# Krzesanica, Antarktis
Krzesanica är ett berg i Antarktis, felaktigt källbelagt som en ö. Den ligger på King George Island, den största ön bland Sydshetlandsöarna. Argentina, Chile och Storbritannien gör anspråk på området.